# 罗杰斯 (阿肯色州)
罗杰斯（英語：Rogers）是位于美国阿肯色州本頓郡的城市。根据美国人口调查局2000年统计，共有人口38,829人，其中白人占85.75%、亚裔美国人占1.43%、美国原住民占1.05%、非裔美国人占0.47％、太平洋岛屿原住民占0.07%。
美国零售业巨头沃尔玛公司就是1962年在罗杰斯创立的。